# Улица Федосьино
У́лица Федо́сьино — улица в районе Ново-Переделкино (Москва, Западный административный округ). Расположена между Боровским шоссе и Лукинской улицей. Нумерация домов ведётся от Боровского шоссе. С чётной (правой) стороны к улице Федосьино примыкает улица Скульптора Мухиной.

## Название
5 апреля 1988 года улица была названа Федосьинской (по располагавшемуся здесь селу Федосьино); позднее переименована в улицу Федосьино (вероятно, во избежание путаницы с Федоскинской улицей на севере Москвы).

## Застройка
На нечётной стороне улицы много гаражно-строительных кооперативов («Федосьино-2», «Луч», «Рассказовский», «Переделкино», «Вест»).
На чётной стороне находятся: пожарная часть № 66, отделение УФМС по району Ново-Переделкино, школа № 1437, ТЦ «Фермерский», здание «Сбербанка».

## Транспорт

### Метро
Ближайшая от улицы станция метро «Рассказовка» Солнцевской линии.

### Автобус
По улице следуют автобусы:
| с217: | Новоорловская улица • Новопеределкино • Переделкино • Лазенки          |
| с258: | 5-й микрорайон Солнцева • Солнцево • Боровское шоссе • Улица Федосьино |
| 296:  | Рассказовка • Новопеределкино • Переделкино • Посёлок Переделкино      |
| 507:  | Рассказовка • Новопеределкино • Новопеределкино • Саларьево            |

«→» — остановки проходятся только при движении в прямом направлении; «←» — остановки проходятся только при движении в обратном направлении.
На нечётной стороне расположена конечная станция «Улица Федосьино» автобусов 259, 767.